# Divergência genética
Divergência genética é o processo no qual duas ou mais populações de uma espécie ancestral acumulam mudanças genéticas independentes (mutações) ao longo do tempo, muitas vezes levando ao isolamento reprodutivo e à mutação contínua mesmo depois que as populações se tornaram reprodutivamente isoladas por algum período de tempo, pois não há mais nenhuma troca genética.
A nível da genética molecular, a divergência genética é devida a alterações num pequeno número de genes numa espécie, resultando em especiação. No entanto, os investigadores argumentam que é improvável que a divergência seja o resultado de uma mutação única, significativa e dominante num lócus genético, porque se assim fosse, o indivíduo com essa mutação não teria aptidão. Consequentemente, eles não conseguiram se reproduzir e passar a mutação para as gerações seguintes. Portanto, é mais provável que a divergência e, subsequentemente, o isolamento reprodutivo, sejam o resultado de múltiplas pequenas mutações ao longo do tempo evolutivo, acumuladas numa população isolada do fluxo genético.

## Causas

### Efeito gargalo
Outra possível causa da divergência genética é o efeito gargalo. O efeito gargalo ocorre quando um evento, como um desastre natural, causa a morte de uma grande parcela da população. Por acaso, certos padrões genéticos estarão sobre representados na população restante, o que é semelhante ao que acontece com o efeito fundador.

### Seleção disruptiva

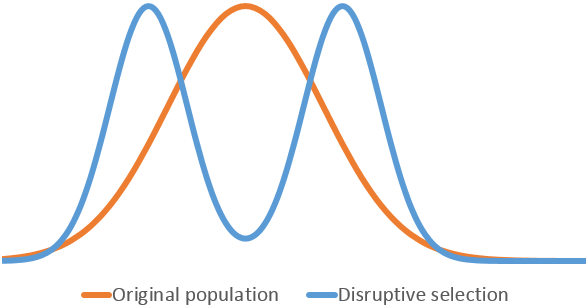
Um gráfico mostrando a seleção para os extremos e contra a média

A divergência genética pode ocorrer sem separação geográfica, por meio da seleção disruptiva. Isso ocorre quando indivíduos em uma população com extremos fenotípicos altos e baixos são mais aptos do que o fenótipo intermediário. Esses indivíduos ocupam dois nichos diferentes, dentro de cada nicho há uma distribuição de características gaussianas. Se a variação genética entre nichos for alta, haverá forte isolamento reprodutivo. Se a variação genética estiver abaixo de um certo limite, ocorrerá introgressão, mas se a variação estiver acima de um certo limite, a população pode se dividir, resultando em especiação.
A seleção disruptiva é observada na população bimodal de tentilhões de Darwin, Geospiza fortis. Os dois modos se especializam em comer diferentes tipos de sementes: pequenas e macias versus grandes e duras, o que resulta em bicos de tamanhos diferentes com diferentes capacidades de força. Indivíduos com tamanhos de bico intermediários são selecionados. A estrutura da música e a resposta à música também diferem entre os dois modos. Há um fluxo gênico mínimo entre os dois modos de G. fortis.